# ورزشگاه کادریورگ
ورزشگاه کادریورگ (به استونیایی: Kadrioru Stadium) ورزشگاهی در شهر تالین، استونی است.
این ورزشگاه که در سال ۱۹۲۶ تأسیس شده دارای ۵٬۰۰۰ نفر ظرفیت است.

## نگارخانه

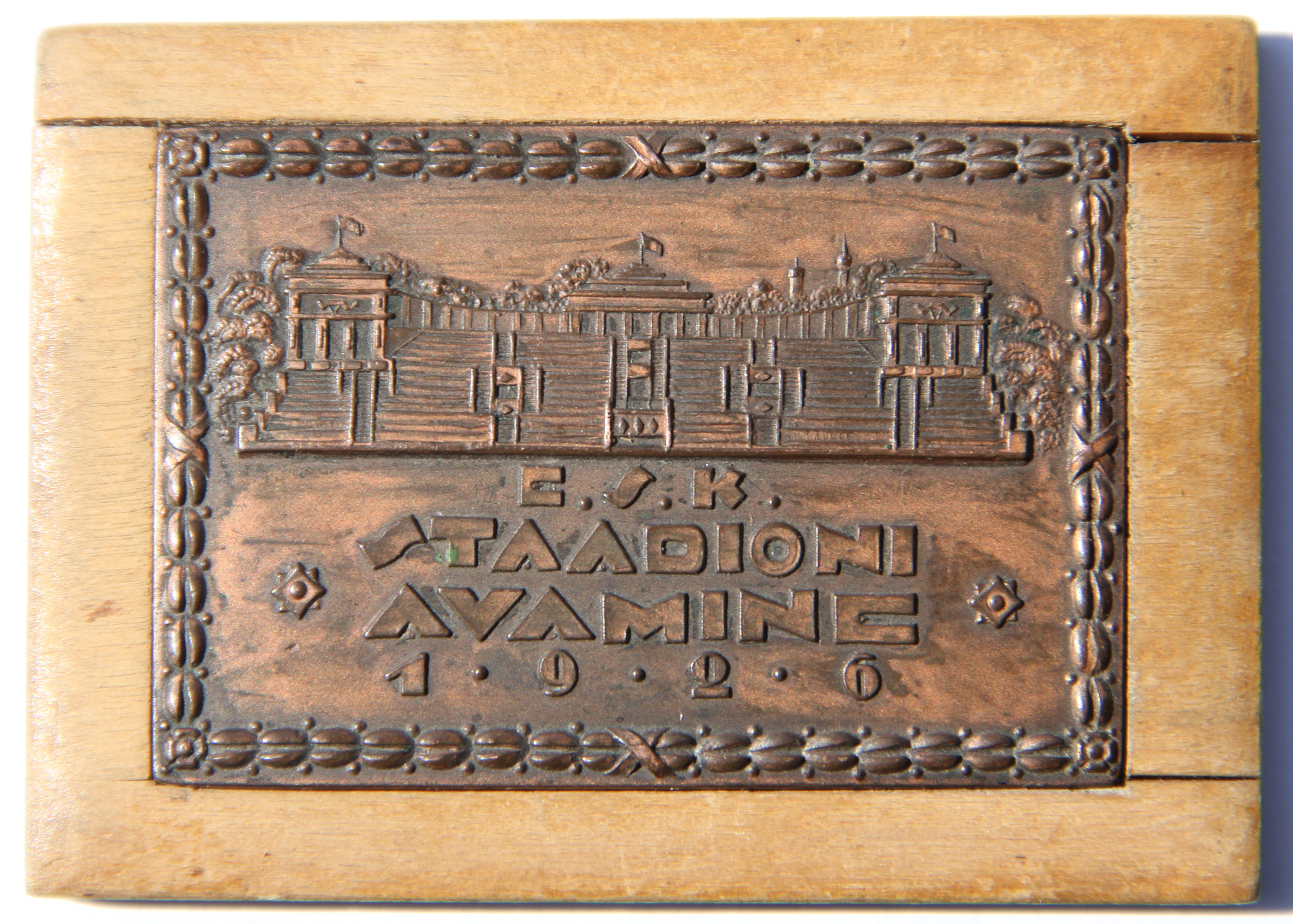